# 小黑背鷗
，是鸻形目鸥科的一种鸟类。
2022年，为与其分类地位相符，“中国鸟类名录”10.0版将小黑背银鸥的中文名恢复为小黑背鸥。

## 特征
小黑背银鸥体重约762.36克，翼长约412.2毫米，嘴峰长约62.3毫米，喙宽度约7.9毫米，喙厚度约15.8毫米，跗蹠长约61.5毫米，尾长约147毫米。小黑背银鸥是部分迁徙的鸟类，其栖息在开放的海滩、河口等沿海水域，食性为肉食性，主要食物来源是水生动物。

## 亚种
- ：分布于挪威北部、瑞典、芬兰至白海；在非洲、亚洲西南部越冬。
- ：分布于丹麦至挪威西部，南部至西班牙东北部；越冬于西非。
- ：分布于冰岛、法罗群岛、不列颠群岛、法国、葡萄牙；越冬于西非。
- ：分布于俄罗斯西北部；越冬于中东、南非和东南亚。
- ：分布于亚洲中部的大草原；冬季主要在西亚、南亚越冬。[5]